# Gaston Puel
Pour les articles homonymes, voir Puel.
Gaston Puel (1924 - 2013) est un poète, éditeur et critique français du XXe siècle.

## Biographie
Né à Castres (Tarn) le 6 mars 1924, Gaston Puel perd très jeune sa mère, et est donc élevé par sa grand-mère. Durant la Seconde Guerre mondiale, il commence par illustrer le recueil Cour d'amour de la poétesse Louisa Paulin. Puis, alors qu’il n’a guère plus de 20 ans, à la Libération, il fait la rencontre de Joë Bousquet, André Breton et René Char avec lesquels il entre en correspondance. Il fonde alors une première maison d'édition à Albi, La Tête Noire en 1945. Dès 1947, il participe aux activités du mouvement surréaliste.
En 1950, il s’éloigne du surréalisme tout en restant en bons termes avec André Breton. Il doit ensuite passer une année au sanatorium, à Sainte-Feyre, en raison d’une tuberculose découverte à la fin de la guerre. En 1958, après sa maladie, il s’installe définitivement à Veilhes, près de Lavaur, où il s'isolera loin de la renommée. Il y crée son atelier d’imprimerie et fonde en 1961 les éditions de La fenêtre ardente. Il publiera des œuvres de Pierre Albert-Birot, Joë Bousquet, René Char, Pierre-André Benoit, Jean Grenier, Pierre Gabriel, Jean Malrieu et sera à l’origine de livres d’artistes : Arp, Ernst, Miro, Dubuffet, Raoul Ubac, Staritsky… En 1971, il dirige aux États-Unis deux séminaires à l’Université du Maryland, l’un sur René Char, l’autre sur Claude Simon. Il est l’auteur d’une trentaine de recueils, mais aussi d’essais dont un ouvrage en 1962 sur Lucien Becker dans la collection Poètes d’aujourd’hui des éditions Seghers.
Gaston Puel meurt le 4 juin 2013, à Saint-Jean (Haute-Garonne), à l'âge de 89 ans.
En son hommage, l'espace culturel Gaston Puel a ouvert ses portes en 2018, à Lavaur.

## Distinctions
- Prix Antonin-Artaud 1958, pour Ce chant entre deux astres ;
- Prix Max-Jacob 1967, pour Le Cinquième château.

## Œuvres
- Poèmes, Confluence, Lyon, 1945
- Paysage nuptial, G.L.M., 1947
- La jamais rencontrée, Seguers, Paris, 1950
- La Voix des pronoms, Le Lampadaire, Rodez, 1952
- La Randonnée de l’éclair, Les Cahiers de Rochefort, 1954
- Ce chant entre deux astres, Henneuse, Lyon, 1956, réed. La Fenêtre ardente, 1962 et Thierry Bouchard 1978
- D’un lien mortel, José Corti, 1962
- Lucien Becker, Seghers, coll. Poètes d’aujourd’hui, 1962
- Le Cinquième château, Le Fenêtre ardente, Lavaur,  1967, prix Max-Jacob 1967
- Terre-Plein, Thierry Bouchard, 1980
- L’Évangile du très-bas, Solaire, 1982
- L’Amazone, Tribu, Toulouse, 1982
- Le Cep de la nuit, Les Cahiers du Confluent, 1986
- L’Incessant, l’incertain, Sud, Marseille, 1987
- L’âme errante, Le Dé bleu/Le Noroît, 1992
- Carnet de Veilhes (I à IV), L’Arrière-Pays, 1993-2001
- L’Herbe de l’oubli, Thierry bouchard / Yves Prié, 1996
- Le Journal d’un livreur, L’Arrière-Pays, 1997
- Cheyenne Autunn, Voix d’encre, 2003
- Le Fin mot, L’Arrière-Pays, 2003
- D’une saveur mortelle (anthologie de poèmes), L’Arrière-Pays, 2004
- L’Âme errante & ses attaches, L’Arrière-Pays, 2007

## Sur l’œuvre de Gaston Puel
- Gaston Puel, étude de H. Mozer, Subervie, Rodez, 1969
- Gaston Puel, Les Cahiers de l’Armourier, études et textes rassemblés par Alain Freixe, 2003
- Gaston Puel, En chemin, textes rassemblés par R. Piniès, Centre Joë Bousquet et son temps, Carcassonne, 2003
- Gaston Puel, présentation et choix de textes d’E. Dazzan, coll. « Présence de la poésie », Les Vanneaux, 2008
- Gaston Puel, numéro spécial de la revue Nu(e)46, coédition l'Arrière-pays : poèmes,correspondance, études, bibliographie exhaustive décembre 2010
- Gaston Puel, numéro spécial de la Revue du Tarn No 239 FSIT Archives Départementales du Tarn septembre 2015